# منچستر (مریلند)
منچستر (به انگلیسی: Manchester) شهری در ایالت مریلند کشور ایالات متحده آمریکا است که جمعیت آن در سرشماری سال ۲۰۱۰ میلادی، ۴٬۸۰۸ نفر بوده‌است.